# Списък с епизоди на „Слийпи Холоу“ (сериал)
| Сезон 1 | Сезон 2 | Сезон 3 | Сезон 4-премиерата ще е в началото на 2017 г |
| --- | --- | --- | -------------------------------------------- |
| 1 Пилотен Един съвременен свръхестествен трилър, базиран на Легендата за Слийпи Холоу. Икабод Креин, си партнира с местния шериф на Слийпи Холоу за решаване на тайните на един град опустошен от битката между доброто и злото. | 1 Това е война Веднага след събитията от Сезон 1 финал, Икабод се озовава погребан жив в ковчег; Аби е в капан на чистилището; Съпругата на Икабод, Катрина, е отвлечена от Конника без глава. Капитан Франк Ървинг е зад решетките за убийство, което не е извършил; а Джени, е сред останките на една ужасяваща катастрофа. Тези събития се дължат, в голямата си част, на шокиращо разкритие, че Хенри Париш, не е доверен приятел на Икабод и Аби, а всъщност е син на Икабод и Катрина и Втория конник на Апокалипсиса... | 1 Аз, Свидетел Аби Милс получава съобщение от Икабод след като не го е чувала в продължение на няколко месеца. Те се изправят срещу ново зло и трябва да обединят силите си със стари приятели, за да се изправят пред тази нова заплаха за Слийпи Холоу.                                                                                              | 1 Колумбия                                   |
| 2 Кървава луна Икабод и Аби издирват възкресена вещица, която оставя следа от овъглени трупове след нея. | 2 Рода Икабод Крейн и лейтенант Аби Милс съчиняват смел план, за да се опитат да спасят съпругата на Икабод, Катрина, от Конника без глава като възкресят Франкенщайн – чудовище, създадено от Бенджамин Франклин. В същото време, Франк Ървинг е изправен пред нови проблеми, след разкриване на истинските подробности за неговата среща с демона, а Джени се озовава в противоречие с новия шериф в града. | 2 Прошепвания в мрака Минали дела се връщат за да дадат на Крейн, Аби и Джени причини да останат чисти. |                                              |
| 3 За да възтържествува злото Още един войник в армията на злото, Сънчо, се просмуква в сънищата на жителите на Слийпи Холоу. С проникването на съзнанието им през нощта, той ги измъчва до ръба – защото всички, те, са си затваряли очите за справедливостта. Когато Сънчо набелязва Аби, тя е принудена да започне да се изправя пред миналото си – сестра и Джени. С Икабод на нейна страна, двамата трябва да се опитат да победят Сънчо и да продължат борбата си срещу злото. | 3 Коренът на всяко зло След банков обир прераснал в насилие, Аби и Икабод тръгват на лов за мистериозна сребърна монета, която има голяма власт. В същото време, капитан Франк Ървинг е в позиция, където той трябва да избира между семейството му и доброто и връзката му със сестрите Милс е поставена на голямо изпитание. | 3 Кръв и страх Страхът е в Слийпи Холоу, когато Пандора освобождава древен артефакт от кутия си, за да може да превърне един обикновен човек в ужасяваща фигура от миналото. |                                              |
| 4 Малкият ключ на Соломон Преследвани от членове на древна конспирация, Икабод и Аби търсят помощ от Джени в търсенето на древен артефакт. | 4 Отиди там, където съм те пратил ... Аби и Крейн в търсене на липсващи деца разкриват същество подобно на Вълшебния свирач , чиято връзка със семейството на детето се простира назад във времето до вековно проклятие. | 4 Сестрите Милс По-силна от всякога, Пандора отприщва зла сила. Междувременно Аби и Джени работят заедно, когато Пандора пуска чудовището към децата на Слийпи Холоу. |                                              |
| 5 Джон Доу Линиите между живите и мъртвите са замъглени. | 5 Разплаканата дама Една жена от миналото Икабод Крейн идва в Слийпи Холоу под формата на една не-мъртва Плачеща дама, с цел да навреди на някого по пътя си. В същото време, Катрина и Крейн научават обезпокоителни неща за миналото един на друг, а Аби има неочакван флирт. | 5 Мъртвите не разказват истории Когато старият враг на Икабод се връща от мъртвите, той и Аби се обръщат към Бренан и Сийли Буут, за да отключат тайни от 18 век с помощта на науката през 21 век. |                                              |
| 6 Господарят на греха След рядък ден, позволявайки на Крейн и Аби, да се отпуснат, докато наблюдават бейзбол. Той е отвлечен, докато се завръщат у дома. Сестрите виждат предупреждение от Катрина, преди да убият ездача трябва да прекъснат връзката между него и Икабод, чрез „канибал грях“ – Хенри Париш. Икабод междувременно обсъжда неговата морална дилема, с неговите похитителите Масоните, които се възхищават на смелостта му отново да се спре Смъртта ...            | 6 И Бездната погледи Сина на Шериф Корбин се връща от войната, но странното му поведение карат Аби и Икабод да се запитат какви са истинските му намерения. | 6 Червената дама от Карибите Пандора отприщва чудовище, което преследва жителите на Слийпи Холоу през нощта, В същото време, Икабод черпи от собствените си преживявания, за да предложи на Аби съвет, когато тя трябва да направи важно решение за кариерата си.                                                                                      |                                              |
| 7 Нощния ездач Аби и Икабод трябва да намерят скрити улики за да осуетят злото в Слийпи Холоу. Аби получава неочаквано посещение от загадъчния Анди Брукс. | 7 Освобождение Аби и Икабод научават, че Катрина е в непосредствена опасност и са в надпревара с времето, за да ѝ помогнат | 7 Изкуството на войната Когато Рейнолдс се отправя към DC за обсъждане на развитието на случая Невинс, Аби е оставен да командва. Джени и Джо се справят с неочаквани последици в резултат на кражба на парчето, което поставя двата живота на героите и кариерата на Аби в голяма опасност. В същото време, се разкрива една нова, по-опасна зла сила |                                              |
| 8 Магьосник Икабод, Аби, капитан Ървинг и Джени обединяват силите си и за да се изправят срещу Конника без глава. Икабот е шокиран от истинския мотив на конника. | 8 Безсърдечен Крейн и Аби тръгват да преследват сукуба която напада Хенри с цел да изцеди жизнените сили от него. | 8 Нов световен ред Свидетелите се занимават с трайните последици от парчето и се намират в сериозна опасност, тъй като те се изправят лице в лице с по-голямо зло, отколкото биха могли да си представят. |                                              |
| 9 Светилище Когато Икабод и Аби разследват случай с изчезнали лица, търсенето води до колониална къща, която държи тайни от миналото Икабод ... и отприщва дълго спящ зло. | 9 Мама Серия от мистериозни смъртни случаи при Таритаун води Аби и Икабод до открие, че е замесен дух. | 9 Един живот След огромната жертва на Аби, Крейн и Джени се опитват да намерят начин да я спасят. Крейн намира нов партньор а Джени се изправя срещу бивш враг. |                                              |
| 10 Голем Икабод привлича Хенри Париш да му помогне да общуват с Катрина, но в процеса, нещо се е освободило от чистилището. | 10 Велико дело Аби и Икабод са напът да открият оръжие, което може да убие Молох – Мечът на Матусал – преди Конника без глава да ги спре. | 10 Инцидент в Каменното имение В стремежа си да спасят Аби, Крейн и Софи са принудени да се бият със свръхестествена сила, насочена към гражданите на Слийпи Холоу, докато Пандора и Скрития само стават по-силни. В същото време, в опит да разбере какво наистина се е случило със сестра и, Джени е изправена пред един стар враг: баща ѝ.          |                                              |
| 11 На кораба Дъщерята на Ървинг става прицел на злите сили. | 11 The Akeda-Конника война Лоялността е поставена на карта, непредвидени жертви трябва да бъдат направени в битката между доброто и злото. | 11 Сродни души Чудовището на Франкенщайн, което Аби и Крейн използваха срещу Конника без глава, се връща в Слийпи Холоу. |                                              |
| 12 Незаменим човек Икабод и Аби откриват шокиращата истина за смъртта на Джордж Вашингтон, докато Ървинг взима решение в името на семейството си, което засяга бъдещето му. | 12 Изгубен рай Икабод и Аби се срещат с Орион, един ангел, който може да бъде в състояние да им помогне в тяхната конфронтация с Молох. В същото време, Катрина не е съвсем готова да се откаже от Ейбрахам. | 12 Греховете на бащата Когато Джени взима решението да се изправи срещу баща си, семеен смут от миналото се издига към повърхността. В същото време, Атикус Невинс се връща в града, носейки по-голяма опасност от тази която ФБР може да си представи.                                                                                                |                                              |
| 13 Лоша кръв Битката между доброто и злото взима неочакван обрат. | 13 Pittura Infamante След мистериозната смърт на реставратор на изкуството в соаре на Слийпи Холоу – историческо общество, Икабод и Катрина си спомнят за един скъп приятел от миналото си – Абигейл Адамс. В същото време, Аби е шокирана от посещението на някого в полицейското управление. | 13 Тъмно огледало Когато чудовище наподобяващо Дяволът от Ню Джърси опустошава Слийпи Холоу, Крейн трябва да се възползва от миналото си, за да се намери връзката. В същото време, Аби продължава да се бори с последиците от травмата си. |                                              |
| | 14 Кали С помощта на Икабод, Аби и Джени, Ник Хоули се изправя срещу злото от детство си. Капитан Франк Ървинг се нагажда към новия си „живот“. | 14 В дивото Аби и Агент Фостър отиват на курс по обучение за оцеляване и се сблъскват с едно от съществата на Скрития. Крейн се опитва да разберете повече за символа от света в който Аби е била в капан. |                                              |
| | 15 Магьосник След бягството от чистилището, магьосник се връща, за да намерите опасна книга на магии. В същото време, Аби се опитва да се довери на Франк Ървинг отново, докато Хенри се опитва да намери своята идентичност. | 15 Изолиран Крейн и Аби трябва да си сътрудничат със своите врагове, когато свръхестествено събитие шокира свидетелите. Джо и Джени се опита да възстанови връзката си. |                                              |
| | 16 Какви лъжи криеш Аби и Крейн са викнати, за да разследват, когато екип от инспектори е изчезнал. Междувременно Франк иска от Джени услуга. | 16 В ранни зори Тъй като силата на Скрития расте, Крейн трябва да проучи миналото си с Бетси Рос, за да намерите ключа за да го спре. В същото време, Джени се чуди дали тя може някога да има отношения с баща си, а Аби е изправена пред трудно решение, тъй като нещата с Рейнолдс стават все по-обтегнати.                                         |                                              |
| | 17 Пробуждане Икабод и Аби се борят срещу тези, които искат да пробудят вещерско сборище, а Джени научава тревожна истина за Франк Ървинг. | 17 Delaware Екипът приветства нов член. Крейн и Абигейл продължават да търсят катакомбите. Скрития ще стане по-силен когато пясъчния часовник изтече. Джени открива нещо ново за баща си. |                                              |
| | 18 Времето лети Хвърлена назад във времето до войната за независимост от заклинанието на Катрина, Аби трябва да убеди тогавашния Икабот, че тя е там, за да му помогне, докато Катрина привлича Конника без глава, за да и подпомогне в отмъщението си. | 18 Залезът на боговете След изумително откритие, Аби и Крейн осъзнават какво трябва да направят, за да се възстанови кутията на Пандора отново. Междувременно, екипът работи неуморно, за да спре Скрития, преди той да унищожи цялото човечество. |                                              |